# Mesodasys brittanica
Mesodasys brittanica is een buikharige uit de familie Cephalodasyidae. Het dier komt uit het geslacht Mesodasys. Mesodasys brittanica werd in 2008 voor het eerst wetenschappelijk beschreven door Hummon. 